# Getto w Opatowie
Getto w Opatowie – getto dla ludności żydowskiej utworzone w kwietniu 1941 roku przez niemieckie władze okupacyjne w Opatowie, zlikwidowane w październiku 1942 roku. Większość jego mieszkańców zginęła w obozie zagłady w Treblince.

## Początek okupacji niemieckiej
Przed wojną w powiecie opatowskim znajdowało się 7 gmin wyznaniowych, choć jedynie gminy w Opatowie i Ostrowcu uznawano za duże. W powiecie znajdywało się 19 domów modlitwy oraz dwie synagogi, zlokalizowane w Opatowie i w Ćmielowie.
Z początkiem II wojny światowej część miejscowej ludności żydowskiej uciekła do ZSRR. 7 września 1939 roku armia niemiecka dotarła do Opatowa, gdzie podpaliła część budynków położonych przy rynku. Wkrótce wprowadzono pierwsze obostrzenia wobec ludności żydowskiej, której zakazano poruszać się po mieście po zachodzie słońca oraz zakazano opuszczać miasto bez wydanego pozwolenia. Nałożono na nią także wysoką kontrybucję. 
W październiku władzę w mieście objęła niemiecka administracja, na czele której stanął Heinz Ritter. Wprowadzono szereg obostrzeń, takich jak obowiązek noszenia białej opaski z niebieską gwiazdą Dawida. 17 grudnia 1939 ogłoszono nakaz umieszczania znaków na sklepach żydowskich. Cztery dni później wprowadzono obowiązkową rejestrację działalności handlowej i przemysłowej, obowiązującą całą ludność miasta. Z 622 kart wydanych w 1940 roku, 444 zostało wydanych przedstawicielom ludności żydowskiej. 
Na przełomie 1939 i 1940 roku do Opatowa napłynęła ludność żydowska m.in. z Kalisza, Turku, Konina. Z początkiem 1940 roku wprowadzono pracę przymusową dla ludności żydowskiej. Mężczyźni w wieku 18–45 lat mieli obowiązek pracować co dwa tygodnie przez siedem dni. Żydzi zmuszeni zostali do pracy dla lokalnych władz i wojska, ciężkiej pracy w kamieniołomach i w niemieckiej firmie Oemlera przy budowie dróg. U Oemlera pracowało 220 osób, zaś kilkadziesiąt mieszkańców wywieziono do pracy w zakładach zbrojeniowych w Pionkach i Skarżysku. W tym samym czasie zamknięto lokalne szkoły i organizacje żydowskie. 
Latem 1940 roku wywieziono kilkaset młodych Żydów do obozów pracy w okolicach Lublina. Pod koniec sierpnia 1940 roku w Opatowie przebywało 5 500 Żydów, w tym 700 uciekinierów z innych regionów. Ze względu na kolejne fale przesiedleńców, warunki mieszkalne były coraz trudniejsze. Transport 995 Żydów z Wiednia (głównie kobiet, dzieci, chorych i starszych osób), którego celem był Opatów i Łagów, dodatkowo obciążył miasto. 

## Życie w getcie

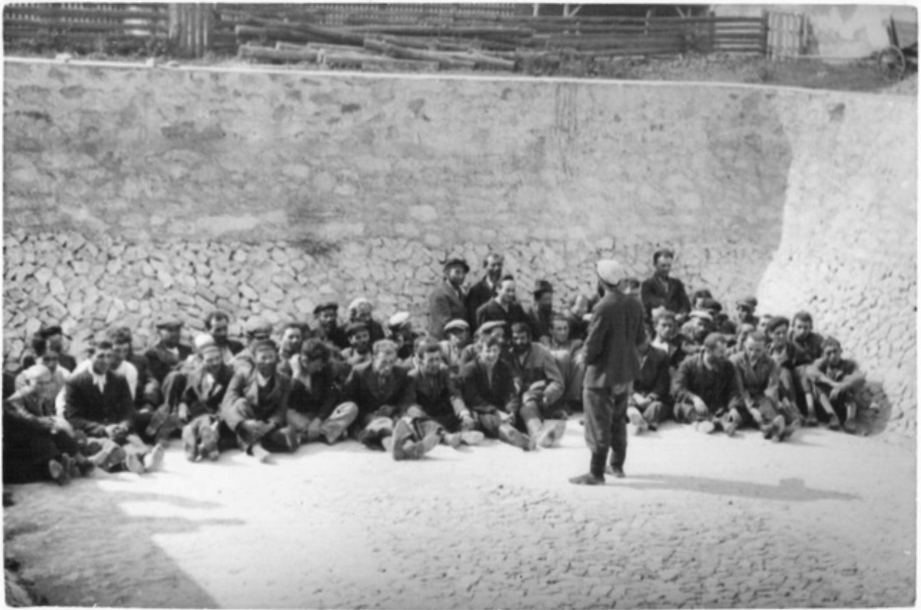
Wysyłka Żydów z getta w Opatowie do pracy przymusowej

Niemieckie władze okupacyjne w Opatowie planowały stworzyć getto dla ludności żydowskiej już we wrześniu 1940 roku. Pierwszym krokiem było wysiedlenie Żydów z domów przy rynku i przejęcie kolejnych przedsiębiorstw.
Getto utworzono 6 kwietnia 1941 roku. Na jego terenie, który obejmował ulice: Joselewicza, Zatylną, Wąską i Starowałową, zajmującym jedną szóstą terenu miasta, zamieszkało ponad 6 tys. osób. Początkowo getto było otwarte, lecz mieszkańców obowiązywała godzina policyjna. W październiku 1941 roku wprowadzono zakaz opuszczania terenu pod karą śmierci, choć niektórym Żydom udało się jeszcze utrzymać pewien kontakt z mieszkańcami okolicznych wsi, u których kupowano żywność. Od zewnętrznej strony płotu getta pilnowała granatowa policja. Razem przez getto przeszło ok. 10 tys. Żydów. 
Ze względu na coraz trudniejszą sytuację mieszkaniową, w połowie 1941 roku Judenrat wystąpił o zgodę na zbudowanie trzech nowych budynków i toalet publicznych, którą pozytywnie rozpatrzono. Nowe kamienice miały powstać przy placu gminnym oraz przy ul. Starowałowej 25 i 55. Pomimo trudnych warunków, 24 czerwca 1941 roku założono w getcie szkołę z sześcioma klasami, do której uczęszczało 320 dzieci, z czego połowa otrzymywała tam darmowe posiłki. 
Do ważnych postaci getta należał poeta Malkiel Lusternik, który przewodził rejonowej Żydowskiej Samopomocy Społecznej. Icchak Cukierman próbował Lusternika bezskutecznie zachęcić do stworzenia kibucu. 
Przeludnienie w getcie doprowadziło do znacznego pogorszenia sytuacji sanitarnej. Od początku wojny w mieście brakowało żydowskich lekarzy: w pierwszych dniach okupacji na miejscu był jedynie felczer i trzy dentystki. Z tego względu, na początku 1940 roku lokalny Judenrat zwrócił się z prośbą do Judenratu w Kielcach o wsparcie, czego rezultatem był przyjazd lekarza Chaima (Henryka) Hercberga, który później został kierownikiem małego szpitala. Wiosną tego samego roku z Łodzi przybył doktor Ichil Majer Taub, który pracował dla żydowskiego Towarzystwa Ochrony Zdrowia (TOZ) powołanego w połowie 1940 roku na podstawie specjalnego zezwolenia. TOZ założyło ambulatorium dla ubogich mieszkańców, w którym pracowali obaj lekarze i felczer. TOZ powołało także Kolumnę Sanitarną, a w maju 1941 roku wprowadziło obowiązkowe szczepienie ludności getta przeciw czerwonce i durowi brzusznemu.
Warunki sanitarne w małym szpitalu prowadzonym przez Hercberga były dramatyczne. Brakowało leków, które otrzymywano od TOZ-u, okolicznych gmin żydowskich i lokalnego aptekarza, Polaka, z którym Hercerg był w dobrych stosunkach. Zaopatrzeniem w bieliznę i żywność zajęły się dobrowolne komitety. Szpital początkowo mógł pomieścić 40 pacjentów, jednak z czasem liczba łóżek wzrastała, w okresie utworzenia getta licząc 120 miejsc, aż do liczby 150 miejsc. Poza Hercbergiem w placówce pracowała laborantka Goldcekier i trzy pielęgniarki. W prowizorycznych warunkach leczono mieszkańców Opatowa i okolic. 
W 1941 roku wybuchła epidemia duru brzusznego w wyniku kryzysu warunków sanitarnych na przełomie 1941 i 1942 roku. Do końca 1941 roku część chorych mieszkańców getta przyjmował szpital św. Leona, który znajdywał się poza jego granicami. W oficjalnych raportach pojawiła się liczba 400 chorych w kulminacyjnym momencie, jednak w rzeczywistości mogło być ich znacznie więcej. Epidemia rozprzestrzeniła się na cały Opatów; 13 stycznia 1942 roku Kreishauptman Ritter wprowadził „Tydzień Czystości” w powiecie opatowskim, podczas którego zobowiązano ludność do oczyszczenia domostw, wygotowania pościeli, kąpieli i strzyżenia. 
W lutym 1942 roku na terenie dystryktu radomskiego zmniejszono liczbę kart żywnościowych dla Żydów oraz o połowę zmniejszono ich racje żywieniowe. Ograniczono także wydawanie przepustek. Latem 1942 roku wywieziono ok. 800 młodych mieszkańców do pracy w fabryce amunicji Hugo Schneider AG w Skarżysku-Kamiennej.  
Ostatni oficjalny ślub w getcie zawarto 13 października 1942 roku, a ostatnie urodziny dziecka zgłoszono dwa dni później.

## Likwidacja getta
We wrześniu 1942 roku getto zamieszkiwało ok. 7 tys. osób. Przed wysiedleniem kilkudziesięciu mieszkańców wywieziono do obozu pracy w Mokoszynie pod Sandomierzem, w tym lekarza Hercberga, który następnie uciekł z żoną i teściową i przetrwał wojnę, w 1948 roku zmieniając imię. Akcję likwidacyjną rozpoczęto 20 października 1942 roku, na podstawie rozkazu wydanego dzień wcześniej przez Niemców. Wszyscy Żydzi mieli zgromadzić się na okolicznych polach, gdzie pod nadzorem SS, ukraińskich służb pomocniczych i żandarmerii wyprowadzono ponad 6 tys. ludzi na odległą o 28 kilometrów stację kolejową. Ok. 300 osób niezdolnych do przebycia całej drogi – głównie osób starszych i chorych – rozstrzelano podczas marszu, a ok. 800 wysłano do obozu pracy w Ostrowcu. Pozostałych Żydów załadowano do podstawionych wagonów bydlęcych jadących do obozu zagłady w Treblince. W transporcie znalazł się m.in. Samuel Willenberg, który uczestniczył później w powstaniu w Treblince. Kilkadziesiąt osób, które ukrywały się w mieście przed deportacją, rozstrzelano.
W Opatowie pozostało ok. 100 Żydów, głównie członków Judenratu i policji żydowskiej, którym nakazano zebranie i posortowanie pozostawionych dóbr na Niemców. Po spełnieniu zadania, pozostałych w mieście Żydów rozstrzelano na cmentarzu. 21 lub 22 października getto przestało istnieć.
Zagładę przeżyło ok. 200-300 spośród przedwojennych mieszkańców Opatowa żydowskiego pochodzenia, rozproszonych często po świecie, m.in. w Stanach Zjednoczonych, Kanadzie, Brazylii, Argentynie, czy Palestynie. Po wojnie w Opatowie zameldowało się 50 Żydów, w większości przedwojennych mieszkańców miasta. Dochodziło do napaści na powracających Żydów, którzy w rezultacie zaczęli emigrować. Po migracji w Opatowie pozostała jedna osoba żydowskiego pochodzenia.